# Алі Тімаєв
Алі́ Тіма́єв (Тиму́р Махау́рі, Руслан Папаскірі, Алі Дабуєв, 4 квітня 1978, с. Гучум-Калі, Чечено-Інгушська АРСР, РРФСР — 8 вересня 2017, Київ, Україна) — учасник російсько-чеченської, російсько-грузинської і російсько-української війни, розвідник чеченського батальйону імені шейха Мансура, в минулому — співробітник Антитерористичного центру Грузії. Псевдонім «Зона».

## Життєпис
У 16 років приєднався до прибічників незалежності Чечні. З часів Першої російсько-чеченської війни мав псевдо «Зона» («Зоон»). З 1999 по 2000 брав участь у бойових діях проти російських військ в Дагестані. Учасник Другої російсько-чеченської війни. Двічі був поранений. За словами його юридичного консультанта Салмана Севера, потрапив у полон в горах Чечні, був викуплений і відправлений до Азербайджану в Баку. Там одружився.
Пізніше перебрався на грузинську територію, в Панкіську ущелину, був призначений емісаром Чеченської Республіки Ічкерії в Грузії, 2005 прийняв грузинське громадянство під іменем Руслана Папаскірі. У 2008 році брав безпосередню участь у російсько-грузинській війні. Після війни став співробітником Антитерористичного Центру Грузії.
Як зазначили в Службі безпеки України, Тімаєв всіма можливими засобами боровся з «путінським» режимом, був особистим ворогом Рамзана Кадирова, постійно переслідувався спецслужбами РФ та Чеченської Республіки. Загалом щодо нього було скоєне три замахи на вбивство, у тому числі 8 березня 2009 в Тбілісі, шляхом підриву за допомогою саморобного вибухового пристрою в під'їзді житлового будинку. Тоді Алі вдалося вижити.
Підтримував зв'язки з чеченською діаспорою в Туреччині, Сирії та Європі.
16 листопада 2012 був заарештований в стамбульському аеропорту Туреччини, при посадці на літак до Єгипту, за звинуваченням у вбивстві в 2009 році представника «Імарата Кавказ» Муси Атаєва (Алі Осаева). Турецькі ЗМІ писали, що затриманий Тимур Махаурі («Зона») є подвійним агентом спецслужб РФ і Грузії, за останні роки він 58 разів переходив на територію Туреччини з 12-ма різними паспортами, і що турецька розвідка має відеозапис його зустрічі з агентом ФСБ РФ. Після двох років судового розгляду, у квітні 2016, був виправданий і звільнений рішенням суду в Стамбулі.
Після звільнення приїхав в Україну. Був особистим другом екс-міністра внутрішніх справ Грузії та екс-начальника поліції Одеської області Георгія Лорткіпанідзе, — в Грузії вони працювали разом за часів президентства Саакашвілі. Підтримував дружні стосунки з бійцями, які брали участь у бойових діях в районі проведення АТО на сході України. В січні 2017, під час перевірки автомобіля, був затриманий в Києві правоохоронцями через знайдену зброю (два пістолета і патрони), при собі мав посвідчення розвідника чеченського батальйону імені шейха Мансура на ім'я Тимура Махаурі. Уклав угоду зі слідством про визнання своєї провини (незаконне зберігання зброї), в результаті 28.02.2017 отримав 5 років позбавлення волі з відстрочкою на 3 роки і був відпущений.
Загинув у Києві 8 вересня 2017 в результаті підриву автомобіля.
Похований у Тбілісі. Залишились дружина Фатіма та двоє неповнолітніх синів.

### Вбивство
8 вересня 2017 року о 18:21 у центрі Києва біля Бессарабського ринку, на вулиці Павла Скоропадського стався вибух легкового автомобіля Toyota Camry без послідуючого горіння, в результаті якого Алі Тімаєв загинув на місці. Жінка, яка також була в автомобілі, — модель Наталія Целовальникова (Кошель), зазнала тяжких поранень та опіків, а її 7-річна донька — опіків тіла. За попередніми даними, спрацював вибуховий пристрій, що був закладений в автомобіль.

### Кримінальне розслідування
За фактом вбивства відкрите кримінальне провадження за ч. 2 ст. 115 КК України — умисне вбивство, що скоєне в суспільно небезпечний спосіб. За словами речника МВС Артема Шевченка, є всі підстави кваліфікувати цей злочин за статтею 258 Кримінального кодексу (терористичний акт), оскільки є двоє потерпілих, які, очевидно, не були ціллю злочинців. Також речник повідомив, що слідство розглядає три основні версії: "це могло бути пов'язано зі спецслужбами РФ або з «кадирівськими» спецслужбами, які є доволі самостійними", інші версії — кримінальне з'ясування стосунків та міжособистісні взаємини.